# 공검면
공검면(恭儉面)은 대한민국 경상북도 상주시의 면이다.

## 행정 구역
- 동막리(東幕里)
- 병암리(屛岩里)
- 부곡리(釜谷里)
- 양정리(楊亭里): 행정복지센터 소재지.
- 역곡리(力谷里)
- 예주리(曳舟里)
- 오태리(五台里)
- 율곡리(栗谷里)
- 지평리(支坪里)
- 중소리(中所里)
- 화동리(華洞里)

## 역대 면장
- 1대 김교선 (미상 ~ 미상)
- 2대 이정호 (미상 ~ 미상)
- 3대 김교연 (미상 ~ 미상)
- 4대 권명선 (미상 ~ 미상)
- 5대 이상직 (미상 ~ 미상)
- 6대 이원상 (1937.3.31 ~ 1944.3.6)
- 7대 강인철 (1944.3.7 ~ 1944.8.31)
- 8대 차일봉 (1944.8.31 ~ 1946.1.30)
- 9대 채기철 (1946.1.31 ~ 1947.11.2)
- 10대 김덕룡 (1947.1.13 ~ 1950.11.5)
- 11대 조학구 (1950.11.6 ~ 1952.5.4)
- 12대 채형식 (1952.5.5 ~ 1953.3.18)
- 13대 김영린 (1953.3.25 ~ 1954.7.20)
- 14대 안석기 (1954.7.21 ~ 1957.11.17)
- 15대 곽준곤 (1957.12.16 ~ 1961.3.6)
- 16대 곽준곤 (1961.3.7 ~ 1961.7.10)
- 17대 이기우 (1961. 7.11 ~ 1961.12.12)
- 18대 김윤경 (1961.12.13 ~ 1968.4.1)
- 19대 서강진 (1968.4.2 ~ 1970.6.16)
- 20대 김윤경 (1970.6.17 ~ 1971.10.10)
- 21대 김학범 (1971.10.11 ~ 1975.5.26)
- 22대 신동관 (1975.5.27 ~ 1985.10.23)
- 23대 이수섭 (1985.10.24 ~ 1986.5.25)
- 24대 김상문 (1986.5.26 ~ 1988.6.9)
- 25대 최영근 (1988.6.10 ~ 1993.6.19)
- 26대 정두식 (1993.7.1 ~ 1997.7.10)
- 27대 권만집 (1997.7.11 ~ 1998.6.27)
- 28대 유영식 (1998.6.28 ~ 2002.8.4)
- 29대 박병우 (2002.8.5 ~ 2004.8.29)
- 30대 남창희 (2004.8.30 ~ 2006.12.31)
- 31대 이경호 (2007.3.1 ~ 2008.6.23)
- 32대 조남진 (2008.8.13 ~ 2010.8.15)
- 33대 김정기 (2010.8.16 ~ 2011.7.19)
- 34대 김연동 (2011.7.20 ~ 2012.6.30)
- 35대 방영훈 (2012.7.1 ~ 2013.7.18)
- 36대 김주태 (2013. 7.19 ~ 2014.7.27)
- 37대 이신우 (2014.7.28 ~ 2016.6.30)
- 38대 김주태 (2016.7.1 ~ 2017.6.30)
- 39대 우화정 (2017. 7.1 ~ 2018.12.31)
- 40대 김종두 (2019.1.1 ~ 2019.12.31)
- 41대 서승용 (2020.1.1 ~ 2020.12.31)
- 42대 박근상 (2021.1.5 ~ 2021.12.31)
- 43대 성행재 (2022.1.1 ~ 2023.6.30)
- 44대 최재응 (2023.7.1 ~ 현재)